# Ernst Bölte
Johann Ernst Georg Bölte (* 21. April 1802 in Neubukow; † 23. September 1870 in Boizenburg/Elbe) war ein deutscher Jurist und Politiker.

## Biografie
Ernst Bölte war ein Sohn und ältestes von (mindestens) sechs Kindern des Advokaten und Bürgermeisters in Rehna Johann Christoph Bölte († 1831) und dessen aus Güstrow stammender Frau Amalia Louisa, geb. Tarnow (* 1785). Die Schriftstellerin Amely Bölte war seine jüngere Schwester, die Schriftstellerin und Übersetzerin Fanny Tarnow war seine Tante.
Bölte verlebte seine Kindheit und Jugend in Neubukow und Rehna (ab 1807) und besuchte die Eltern sicherlich später auch in Grevesmühlen (ab 1831). Er studierte ab 1819 Rechtswissenschaften an der Universität Rostock und an der Universität Göttingen (um 1822) 1822 wurde er Mitglied der Corpslandsmannschaft Vandalia II Rostock und gehörte seit 1825 dem heute noch bestehenden Corps Vandalia Rostock an.
Nach dem Studium und der Promotion zum Dr. jur. wurde er Kanzleiadvokat und Prokurator bei der Justizkanzlei Rostock und ab 1833 bei der Justizkanzlei Schwerin. Daneben war er Notar mit Wohn- und Dienstsitz in Rehna (1825–1831), Grevesmühlen (1832) und Hagenow (1833–1849). Von 1849 bis 1852 war er Kanzleiadvokat, Prokurator und Notar in Ludwigslust und anschließend bis 1870 bei den Justizkanzleien in Rostock und Schwerin mit Residenz in Boizenburg. Parallel hierzu war er Stadtrichter am Gericht für Zivil- und Kriminalsachen im (Teil-)Herzogtum Mecklenburg-Güstrow in Boizenburg und Richter am dortigen Orts- und Niedergericht für die Ziviljurisdiktion.
Bölte wurde 1833 Bürgermeister von Hagenow. Er war entschiedener politischer Gegner des Armenarztes (und Corpsbruders) Ernst Raber und gilt als einer der Auslöser der Hagenower Wirren im mecklenburgischen Vormärz, in deren Folge er 1848 zeitweilig aus dem Amt vertrieben wurde, später jedoch bis 1851 ins Bürgermeisteramt zurückkehrte. 1850 war er Mitglied des Volkshauses des Erfurter Unionsparlaments. Er war dort Abgeordneter des 1. Wahlbezirks des Großherzogtums Mecklenburg-Schwerin (Ludwigslust) und gehörte der Fraktion der Bahnhofspartei an.
Von 1852 bis zu seinem Tod 1870 war er Deputierter und (Steuer- ?) Einnehmer der ritterschaftlichen Eingesessenen des Amts Boizenburg im ritterschaftlichen Wendischen Kreis Mecklenburgs.
Bölte war verheiratet mit Louise, geb. Ehlers, Tochter des Bürgermeisters von Neubukow und Hofrats August Ehlers. Die Tochter Maria wanderte in die USA aus und wurde dort eine Pionierin der Kindergarten-Bewegung.

Er starb verarmt. Sein Nachlass war überschuldet und wurde daher von seinem Sohn Max ausgeschlagen.